# Poljana Sutlanska
Poljana Sutlanska falu Horvátországban Krapina-Zagorje megyében. Közigazgatásilag Zagorska Selához tartozik.

## Fekvése
Krapinától 21 km-re délnyugatra, községközpontjától 5 km-re északnyugatra, a Horvát Zagorje északnyugati részén, a Szutla völgyében a szlovén határ mellett fekszik.

## Története
A település a nagytábori uradalomhoz tartozott. Sutlanska Poljana plébániáját Maksimilijan Vrhovac zágrábi püspök alapította tíz, korábban a zagorska selai plébániához tartozó faluból. Egyúttal a település Szent Anna kápolnáját plébániatemplom rangjára emelte, melyet ennek megfelelően bővítettek és építettek át. Első plébánosa 1811-ben kezdte meg működését. A plébániához két kápolna, a košnički humi Mária Magdolna és a bojačnói Szent Márton tartozik. 1904-ig ide tartozott a veliki tabori kastélykápolna is, amikor a várkastélyt a neves festőművész Oton Iveković vásárolta meg.
A településnek 1857-ben 222, 1910-ben 386 lakosa volt. Trianonig Varasd vármegye Klanjeci járásához tartozott. A településnek 2001-ben 122 lakosa volt.

## Nevezetességei
- Szent Anna tiszteletére szentelt plébániatemploma[2] a falu felett emelkedő füves dombon áll, védőfal övezi. A templom 17. századi eredetű, mai formájában 1810-ben épült egyhajós késő barokk épület. Berendezése 19. századi. orgonája 1890 körül, főoltára és az oldalkápolna Szent Flórián képe 1911-ben készült. A Szűzanya szobrát 1904-ben vásárolták a plébánia lányainak adományából.

- A Sutla-folyótól keletre emelkedő domb lejtőjén található a Miljan-kastély. A kastélyt a Ratkaj család építtette és egészen a 18. század végéig tulajdonosa volt. Ezután számos tulajdonos váltotta egymást. A háromszárnyú egyemeletes, téglalap alakú udvarral rendelkező várkastélyt többször bővítették. A kastély a 16. és 17. század fordulóján épült, egy egyszintes, kisméretű kúriából. Kutatása a 17. és a 20. század között hét építési fázist mutatott ki. A kastély szalonjait A. Lerchingernek tulajdonított festmények díszítik. A kastély körül egy 19. századi park maradványai találhatók.[3]

## Külső hivatkozások
- Zagorska Sela község hivatalos oldala
- A zagorska selai plébánia honlapja